# Nasaf Karschi
Der FK Nasaf Karschi (usbekisch Nasaf Qarshi) ist ein usbekischer Fußballklub aus der Stadt Qarshi. Der Verein spielt derzeit in der höchsten Spielklasse des Landes, der Uzbekistan Super League.

## Geschichte
Der Verein wurde 1978 gegründet und spielt seit dem Aufstieg 1997 durchgehend in der Uzbekistan Super League. Größter Erfolg auf nationaler Ebene war die Meisterschaft 2024 und auf kontinentaler Ebene steht der Gewinn des AFC Cups 2011 zu Buche. Außerdem konnte der Klub bisher vier Mal den Pokal sowie zweimal den Superpokal gewinnen und nahm schon mehrmals an der AFC Champions League teil. Trainer der Mannschaft ist seit 2012 Ruzikul Berdiev.

## Erfolge

### National
- Usbekischer Pokalsieger: 2015, 2021, 2022, 2023
- Usbekischer Superpokalsieger: 2016, 2023, 2024, 2025
- Usbekischer Meister: 2024

### International
- AFC-Cup-Sieger: 2011

## Stadion
Seine Heimspiele trägt der Verein im 21.000 Zuschauer fassenden Zentralstadion Qarshi aus.

## Trainerchronik
| Trainer             | Nation                  | von             | bis               |
| ------------------- | ----------------------- | --------------- | ----------------- |
| Usmon Toshev        | Usbekistan              | 1. Januar 2008  | 31. Dezember 2008 |
| Edgar Gess          | Deutschland Sowjetunion | 1. Januar 2008  | 10. Oktober 2008  |
| Viktor Kumykov      | Russland                | 1. Juli 2008    | 30. Juni 2010     |
| Anatoliy Demyanenko | Ukraine                 | 12. August 2010 | 4. Januar 2012    |
| Usmon Toshev        | Usbekistan              | 1. Januar 2011  | 31. Dezember 2012 |
| Ruzikul Berdiev     | Usbekistan              | 9. Januar 2012  | heute....         |